# Lycaena hermes
Lycaena hermes ist ein Schmetterling (Tagfalter) aus der Familie der Bläulinge (Lycaenidae).

## Beschreibung

### Falter
Die Flügelspannweite der Falter beträgt 25 bis 32 Millimeter. Sie weisen einen deutlichen Sexualdimorphismus auf. Dabei sind die Flügeloberseiten der Vorderflügel bei den Männchen dunkelbraun, im unteren Diskalbereich orangegelb und mit einigen großen schwarzbraunen Flecken versehen. Die Vorderflügeloberseite der Weibchen hingegen ist überwiegend orange und nur in der Mitte, im Wurzelbereich und an den Rändern dunkelbraun gefärbt. Die Hinterflügel beider Geschlechter sind mit einem Schwänzchen nahe dem Tornus versehen. Dieser Bereich ist bei den Männchen gering und bei den Weibchen großflächig auf braunem Untergrund orangegelb gefärbt. Die Unterseiten der Vorderflügel haben eine hellgelbe Farbe, von der sich große schwarze Flecke abheben. Die Unterseiten der Hinterflügel sind nahezu einfarbig hellgelb bis gelborange. Dieses Merkmal zusammen mit den Schwänzchen macht die Falter unverwechselbar.

### Ei
Die weißen Eier werden einzeln an der Nahrungspflanze abgelegt.

### Raupe
Ausgewachsene Raupen haben eine kräftig grüne Grundfärbung, eine dunkelgrüne Rückenlinie, gelbliche Seitenstreifen, blasse Schrägstriche sowie eine schildartige Erhebungen hinter dem Kopf.

### Puppe
Die Puppen sind grasgrün und zeigen kleine braune Punkte sowie gelbe Schrägstriche.

## Verbreitung und Lebensraum

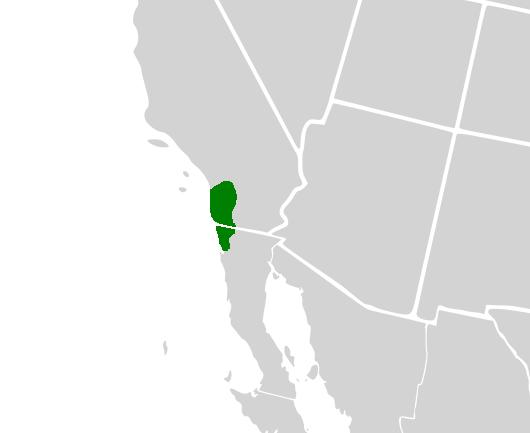
Verbreitungsgebiet

Lycaena hermes kommt nur in Kalifornien in der Gegend von San Diego sowie in Baja California vor. Aufgrund von Buschbränden in den Jahren 2003 und 2007 wurden bedeutende Lebensräume der Art vernichtet. Die Art lebt bevorzugt in trockenen, offenen Waldlandschaften sowie in buschigen Küstengebieten und bergigen Chaparralflächen.

## Lebensweise
Die Falter bilden eine Generation pro Jahr aus, die im Juni und Juli anzutreffen ist. Als Nahrungspflanzen der Raupen werden Kreuzdorngewächse (Rhamnaceae), beispielsweise Rhamnus crocea genannt. Die Art überwintert als Ei.